# Helena Rakoczy
Helena Rakoczy (Krakkó, 1921. december 23. – Krakkó, 2014. szeptember 2.) lengyel szertornász. 1956-ban olimpiai bronzérmet szerzett, valamint négyszeres világbajnok és hétszer világbajnokságon helyezést ért el.

## Karrier
A krakkói Sokół (1934–1939 és 1945–1946), a Korona Kraków (1946–1954) és a Wawel Kraków (1954–1975) egyesületeknél edzett; edzői Celek Kozioł, Tadeusz Daniel és Urszula Stępińska voltak. 
Gyors tempóban fejlődő pályafutását Lengyelország megszállása szakította meg 1939 és 1945 között. A tornászt érő nehézségek ellenére Rakoczy 26 alkalommal nyerte el a nemzeti bajnoki címet.
1950-ben részt vett a bázeli tornász-világbajnokságon, ahol ő lett az első és mindeddig egyetlen lengyel szertornász, aki megnyerte az összetett címet. Emellett aranyérmet szerzett lólengésben, gerendán és talajon, valamint bronzot nyert felemás korláton.
Részt vett az 1952-es nyári olimpiai játékokon Helsinkiben. Viszont a selejtezőkben nyújtott gyenge teljesítménye miatt - különösen a felemás korláton - nem tudott kiemelkedő helyezést elérni az összetettben, ahol így a 43. helyen végzett. Ezen kívül egyetlen számban sem jutott el a döntőig, míg a lengyel csapat a 8. helyen zárt. Gyenge teljesítményét csuklósérülései okozták, valamint megviselte, hogy a lengyel olimpiai csapat szakácsa, Apolinary Minecki szexuálisan zaklatta. A zaklatást a lengyel olimpiai úszó és európai ezüstérmes Marek Petrusewicz állította meg.
1954-ben bronzérmet nyert az összetett és a lólengés számokban a római világbajnokságon. Mai napig ő a legtöbb éremmel rendelkező lengyel szertornász.
1956-ban Rakoczy részt vett a melbourne-i nyári olimpiai játékokon a lengyel csapat tagjaként. Lengyelország bronzérmet szerzett a csapat hordozható eszközök versenyében, a Szovjetunió csapatával holtversenyben, illetve a csapat az összetett döntőben negyedik helyen végzett a Szovjetunió, Magyarország és Románia mögött. Egyéniben a 8. helyen végzett az összetettben, lólengésben a 7. helyen, felemás korláton az 5. helyen, gerendán a 16. helyen, talajon pedig a 14. helyen.
Rakoczyt 2004-ben beválasztották a Nemzetközi Torna Hírességek Csarnokába.

## Edzőként
Versenyzői pályafutása befejezte után a lengyel nemzeti és olimpiai csapatok edzője volt. Emellett edzősködött az Egyesült Államokban is, ahol lengyel-amerikai tornászokkal foglalkozott Chicagóban, Detroitban, Milwaukee-ban, Toledóban és Clevelandben. Nemzetközi bíróként is tevékenykedett.

## Fordítás
Ez a szócikk részben vagy egészben  a   Helena Rakoczy című angol Wikipédia-szócikk fordításán alapul.  Az eredeti cikk szerkesztőit annak laptörténete sorolja fel. Ez a jelzés csupán a megfogalmazás eredetét és a szerzői jogokat jelzi, nem szolgál a cikkben szereplő információk forrásmegjelöléseként.